# Vacusus martinsi
Vacusus martinsi là một loài bọ cánh cứng trong họ Anthicidae. Loài này được Werner miêu tả khoa học năm 1966.